# Daniel Ekedo
Daniel Ekedo (Lagos, 19 de setembro de 1989) é um futebolista profissional nigeriano natualizado guineense que atua como meia.

## Carreira
Daniel Ekedo representou o elenco da Seleção Guinéu-Equatoriana de Futebol no Campeonato Africano das Nações de 2012.